# تنازل نابليون عن العرش (1815)

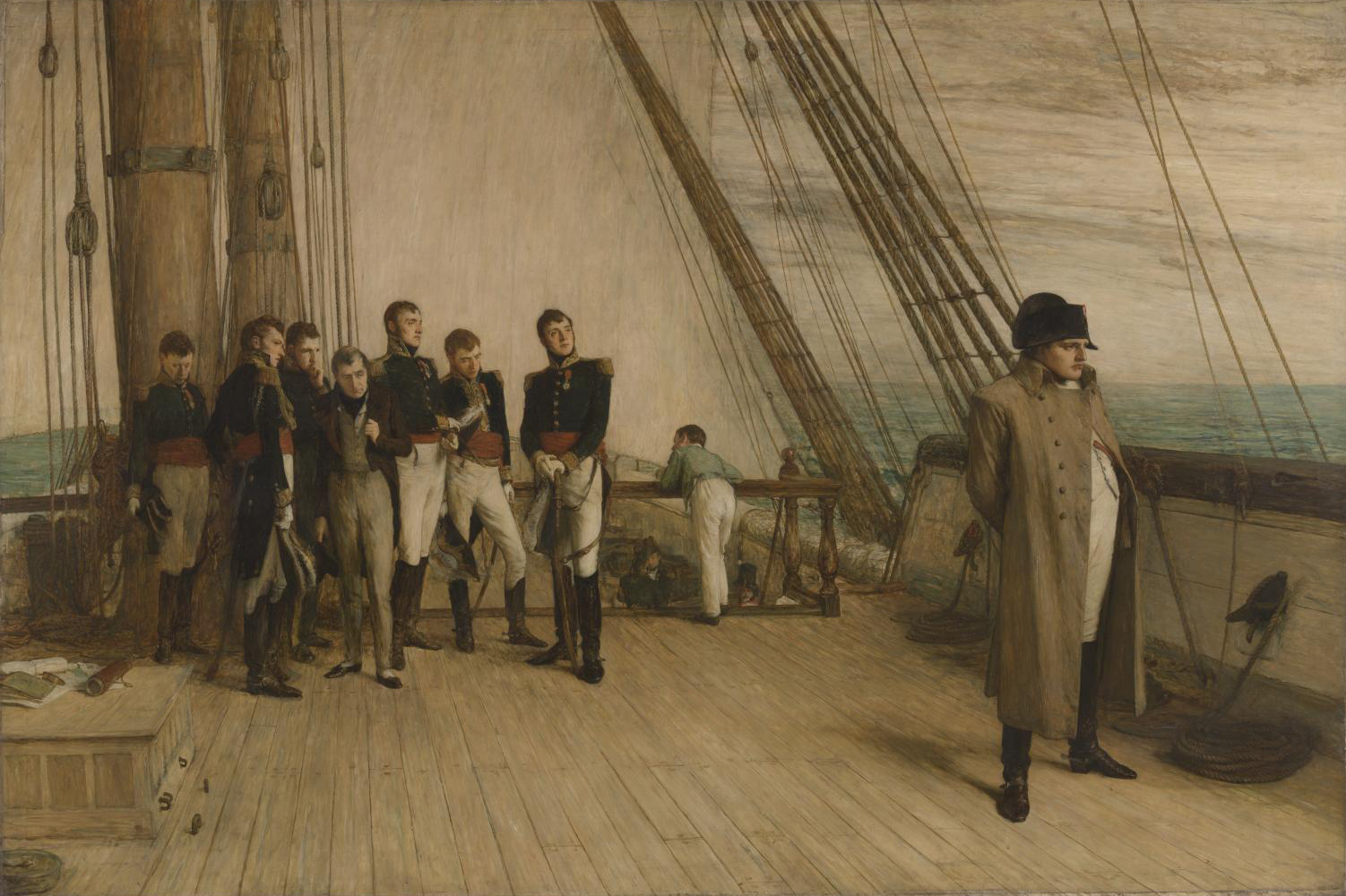

بعد هزيمته في معركة واترلو، وبدلًا من البقاء في الميدان مع جيشه المحطم، عاد نابليون إلى باريس على أمل الاحتفاظ بالدعم السياسي لمنصبه إمبراطورًا على الفرنسيين. كان يأمل، بعد تأمين قاعدته السياسية، بمواصلة الحرب. وهو ما لم يحدث؛ عوضًا عن ذلك، أنشأ أعضاء المجلسين حكومة مؤقتة وطالبوا نابليون بالتنازل عن العرش. تلاعبت في ذهن نابليون فكرة انقلابٍ مشابه لانقلاب 18 برومير، لكنه قرر ألا يفعل ذلك. في 25 يونيو، غادر نابليون باريس للمرة الأخيرة وبعد مكوثه في قصر مالميزون، توجه إلى الساحل على أمل الوصول إلى الولايات المتحدة الأمريكية. في غضون ذلك، خلعت الحكومة المؤقتة ابنه وحاولت التفاوض على استسلام مشروط مع قوى التحالف. فشلوا في الحصول على أي تنازلات كبيرة من التحالف الذي أصر على استسلام عسكري واسترجاع لويس الثامن عشر على العرش. استسلم نابليون - مدركًا أنه لن يتمكن من الإفلات من البحرية الملكية - للنقيب ميتلاند عندما وضع نفسه تحت حمايته على متن سفينة إتش إم إس بيليروفون. رفضت الحكومة البريطانية السماح لنابليون بدخول إنجلترا ورتبت نفيه إلى جزيرة سانت هيلينا النائية في جنوب المحيط الأطلسي حيث توفي عام 1821.

## مداولات مجلس الوزراء
استدعى نابليون على الفور مجلس الوزراء. أوضح لوزرائه الوضع الحرج للحالة الراهنة بصدق؛ ولكن، في الوقت نفسه، مع ثقته المعهودة بموارده الخاصة، أعلن اقتناعه بفكرة أنه إذا دُعيت الأمة إلى النهوض بشكل جماعي، فسيتبع ذلك فتكٌ بالعدو؛ ولكن إذا سمح المجلسان، عوضًا عن فرض ضرائب جديدة واعتماد تدابير استثنائية، بالانجرار إلى الجدالات وإهدار الوقت في الخلاف، فسيضيع كل شيء. وأضاف: «الآن بعد أن أصبح العدو في فرنسا، من الضروري تفويضي بسلطة غير عادية، سلطة ديكتاتورية مؤقتة. قد أتولى هذه السلطة، كإجراء لحماية البلاد؛ لكن سيكون من الأفضل ووطنيًا أكثر أن يمنحها لي المجلسان».
كان الوزراء على دراية جيدة بالآراء العامة وميول مجلس النواب لإعلان الموافقة المباشرة على هذه الخطوة؛ لكن نابليون، بعد أن أدرك ترددهم، دعاهم إلى إبداء رأيهم بشأن تدابير السلامة العامة التي تتطلبها الظروف الحالية. تصور لازار، كونت كارنو، وزير الداخلية، أنه من الضروري إعلان البلاد للخطر؛ وأنه يجب استدعاء الفيديريين (متطوعو الحرس الوطني الفرنسي) والحرس الوطني للاحتشاد؛ وأن توضع باريس في حالة حصار واتخاذ التدابير اللازمة للدفاع عنها؛ وجوب انسحاب القوات المسلحة، في أسوأ الحالات، خلف نهر اللوار، واتخاذها موقعًا حصينًا؛ يجب استدعاء جيش لا فونديه، حيث كانت الحرب الأهلية قد انتهت تقريبًا، وكذلك فيلق المراقبة في الجنوب: وتفقّد العدو لتوحيد القوة الكافية وتنظيمها استعدادًا لشن هجوم قوي، يُطرد العدو من خلاله خارج فرنسا. أيد ديكريس، وزير البحرية، ورينو دي سان جان دانجيلي، وزير الخارجية، هذا الرأي؛ لكن فوشيه، وزير الشرطة، والوزراء الباقون، أشاروا إلى أن سلامة الدولة لا تعتمد على أي إجراء مقترح من هذا النوع، بل على مجالس الطبقات (البرلمان)؛ وعلى اتحادهم مع رأس الحكومة: فمن خلال إظهار الثقة وحسن النية تجاههم، سيندفعون إلى تبيان أن من واجبهم الاتحاد مع نابليون في اتخاذ تدابير حازمة وفعالة لضمان شرف واستقلال الأمة.

### سياسة فوشيه
كانت هذه النصيحة من جانب فوشيه نموذجًا متقنًا من النفاق. لا يوجد رجل في فرنسا امتلك مثل هذه المعرفة الوثيقة بطرق العمل المخفية للعقل العام؛ كان يعرف بدقة ميول الفصائل المختلفة ووجهات نظرها، وكذلك شخصية ومزاج قادتها. كان يعلم أيضًا أن الأطراف الكبرى في المجلسين، باستثناء الإمبرياليين، الذين كانوا أقلية ولكنه كان يشعر بالانجذاب بسره إزاء فكرة ظهور نابليون ثانٍ (نابليون الثاني)، على استعداد تام لعزل الإمبراطور، لصالح الحرية الدستورية الكاملة والمؤسسات الليبرالية. سخّر هذه المعلومات، التي اكتُسبت بحذاقة ودقة خاصتين بوزير الشرطة ذائع الصيت هذا، لآرائه الشخصية. تلاعبت هذه الآراء الشخصية، منذ بداية العهد الثاني لنابليون، بالفصائل المختلفة بطريقة حضت كل منها على اعتباره أداة لا غنى عنها في تحقيق آمالها، ومارس هذا التأثير الاستثنائي إما لدعم سلطة نابليون أو تقويضها، تبعًا لتصاعد حظوظ الأخير أو تراجعها. سرعان ما أقنعه الموقف الحازم الذي اتخذه الحلفاء، رغم إمكانية إبهار العالم مرة أخرى من قِبل الإمبراطور باستعراضٍ للقوة والبراعة، بوجوب رضوخه للتصميم الثابت للقوى السيادية الأخرى لسحق سلطته المغتصبة؛ وللجماهير الساحقة التي كانت أوروبا تستعد معها لإخضاع البلاد. كان على اتصال سري بوزراء لويس الثامن عشر ومستشاريه؛ ونتيجة لذلك امتلك جميع الخطط العامة لقوى التحالف ونواياهم.
لذلك، عندما فشلت مبادرة نابليون بشكل كبير، وبدا أن إعادة احتلال باريس كان نتيجة حتمية: توقع فوشيه بوضوح أنه إذا اضُطلع بتلك الديكتاتورية المقترحة عن طريق الحل المفاجئ والقسري للمجلسين، فهذا يعني ضمنًا أن الانتكاسات الأخيرة نتجت عن خيانة من جانب النواب؛ وإذا طُرحت ضرائب جديدة بشكل جماعي، فستكون دعمًا للقوة التي ظلت موجودة؛ وستكون النتيجة حتمًا فوضى واضطراب في العاصمة، وغياب للنظام وتجاوزات في جميع أنحاء البلاد، وتجدد لمصائب الأمة، مع تضحية بالأرواح مهولة لا طائل منها. لمنع مثل هذه الكارثة (كما اعتقد فوشيه أنها ستكون)، كان من الضروري إخماد شكوك نابليون في نوايا المجلسين؛ التي كان فوشيه على دراية كاملة بها. ومن ثم، لكسب الوقت الكافي لاستثمار هذه النوايا، قدم فوشيه إلى مجلس الوزراء النصيحة المذكورة سابقًا.
أعرب فوشيه بشدة عن رفضه لحل المجلسين المتوقع، وتبوؤ الديكتاتورية؛ معلنًا أن أي إجراءات من هذا النوع سوف تتحول فقط إلى عدم الثقة، وعلى الأرجح، ثورة عامة. ولكن في الوقت نفسه، كان عملاؤه يعلنون في جميع أنحاء باريس عن الكوارث التي حلت بنابليون بحدها الأقصى والتي تسببت في عودته المفاجئة وغير المتوقعة؛ وكان النواب يجتمعون على عجل وبأعداد كبيرة لاتخاذ خطوة جريئة وحاسمة في الأزمة الوطنية الكبرى.
وعند إخفاء فوشيه عن سيده الميول الحقيقية للأطراف السياسية الكبرى، والحالة الحقيقية لأذهان العامة، فقد خان بلا شك الثقة الممنوحة له؛ ولكن، وبغض النظر عما إذا كان قد تأثر حقًا بدوافع وطنية، أو كان يتصرف بناء على ازدواجية خالصة وعلى سياسة التذرع لاستغلال الوقت، فلا شك أيضًا، من خلال اتباعه لهذا السلوك في هذه الحادثة الهامة، أنه أصبح وسيلة للحفاظ على بلده من إلحاق المزيد من الشرور التي لا زالت تتراكم.
واصل مجلس الوزراء مناقشاته؛ البعض مؤيد والآخر معارض لمقترحات نابليون: الذي أعلن، نتيجة تأثره بحجج فوشيه وكارنو، تقديم ولائه للمجلسين، وأنه سيتشاور معهم بشأن الإجراءات التي يتطلبها الموقف الحرج للبلاد.